# 范振钰
范振钰（1927年—2008年11月17日），生于天津，祖籍河北省容城县，相声演员。

## 生平
范振钰家在天津做买卖，可谓出身富足，却酷爱当时被人视为「下九流」的相声，十几岁时就已不时逃学去听相声；1941年，14岁的范振钰开始尝试登台演出，其时范的家人并不赞成他学相声，惟范仍坚持暗中学艺。
1950年，范振钰拜马三立弟子班德贵为师，开始系统学习相声，出师后，加入天津和平区曲艺团，从此与高英培开始四十年的搭档表演，专事捧哏。时值中华人民共和国成立初期，政府号召文艺界创作新社会背景的新作品，高、范表演了由王鸣录创作的反映服务行业工作者工作态度转变的相声《还要巩固》（后更名为《跟谁对着干》），成为两人的代表作之一。1958年，两人赴福建慰问演出，表演两人创作的《前线日记》和《英雄岛》；同年，他们又将经加工整理后的《钓鱼》搬上舞台，深受观众欢迎。文革中，范振钰被下放，负责烧锅炉，到1976年才重返舞台。1979年，范与高英培一起调入全总文工团。1985年，范振钰被评为“中国十大笑星”。1998年，德云社刚起步时，范振钰曾出手相助，和郭德纲搭档表演。
2008年11月17日，范振钰因心脏衰竭在天津医科大学总医院逝世。